# Андрюшин, Яков Иванович
Я́ков Ива́нович Андрю́шин (4 [17] апреля 1906 года — 8 декабря 1954 года) — советский военный лётчик, участник Польского похода РККА, Советско-финской и Великой Отечественной войн. В годы Великой Отечественной войны — командир эскадрильи 128-го бомбардировочного авиационного полка 241-й бомбардировочной авиационной дивизии 3-го бомбардировочного авиационного корпуса 16-й воздушной армии Центрального фронта. Герой Советского Союза (24.08.1943), капитан.

## Биография
Родился в городе Ставрополе-Кавказском Ставропольской губернии, в семье рабочего. Русский. Член КПСС с 1942 года. Окончил рабфак при Краснодарском педагогическом институте.
В 1931 году призван в ряды Красной Армии. В 1933 году окончил Луганскую школу военных пилотов. Принимал участие в освобождении западной Белоруссии и в советско-финляндской войне 1939—1940 годов. В боях Великой Отечественной войны с июня 1941 года. Воевал на Центральном фронте.
За первый месяц Великой Отечественной войны, летая на самолёте СБ в должности помощника командира эскадрильи, Я. И. Андрюшин произвёл 16 боевых вылетов. Без прикрытия своих истребителей, благодаря умелому маневрированию и организованному ведению огня, всегда с честью выходил из самых сложных положений воздушной обстановки.
16 января 1942 года ведущим шести самолётов Я. И. Андрюшин уничтожил до 15 самолётов противника. 7 февраля 1942 года ведущим звена бомбардировал колонну автомашин на дороге Сержино-Рубежное с высоты 500 метров. В результате уничтожено до 25 автомашин, 2 орудия.
19 мая 1942 года возвращаясь с разведывательного задания, самолёт Я. И. Андрюшина загорелся в воздухе, но, благодаря исключительному мужеству и высокому пилотному мастерству, лётчик приземлил горящий самолёт и спас жизнь экипажа.
8 марта 1943 года ведущим девяти самолётов Я. И. Андрюшин бомбил скопление войск противника в посёлке Комы. Было уничтожено 2 танка, разрушено 12 домов, взорван склад с боеприпасами.
К марту 1943 года командир эскадрильи 128-го бомбардировочного авиационного полка капитан Я. И. Андрюшин совершил 149 боевых вылетов на бомбардировку важных военных объектов противника и воздушную разведку.
Эскадрилья под его командованием совершила 1235 успешных самолёто-вылетов, уничтожила 96 вражеских самолётов на земле и 9 — в воздушных боях, 556 автомашин, 22 танка, 111 железнодорожных вагонов, около двух километров железнодорожного пути, 6 складов боеприпасов, 112 огневых точек, свыше 5000 солдат и офицеров противника.
Указом Президиума Верховного Совета СССР от 24 августа 1943 года «за образцовое выполнение боевых заданий Командования на фронте борьбы с немецкими захватчиками и проявленные при этом отвагу и геройство» капитану Андрюшину Якову Ивановичу присвоено звание Героя Советского Союза с вручением ордена Ленина и медали «Золотая Звезда» (№ 1075).
В июле 1944 года самолёт Я. И. Андрюшина был сбит, и раненый лётчик попал в плен. Фашисты, узнав, что к ним попал Герой Советского Союза, изощрялись в пытках. Но Я. И. Андрюшин оставался верен присяге. В апреле 1945 года был освобождён из лагеря и долго находился на лечении в госпитале.
После излечения, в 1946 году по состоянию здоровья был уволен в отставку. Жил в городе Армавире Краснодарского края. Месяцы, проведённые в фашистском концлагере, безнадёжно подорвали здоровье лётчика. 8 декабря 1954 года Яков Иванович Андрюшин скончался. Похоронен на городском кладбище Армавира.

## Награды
- Медаль «Золотая Звезда» Героя Советского Союза[2]
- Орден Ленина[2]
- Два ордена Красного Знамени (13.06.1942[3]; 4.09.1942[4])
- Орден Красной Звезды (26.07.1941)[5]
- Медали, в том числе:
  - Медаль «За победу над Германией в Великой Отечественной войне 1941—1945 гг.»